# متحف سيندكيوس لطب الأسنان
متحف سينديكيوس لطب الأسنان هو متحف يعرض تاريخ طب الأسنان، تديره جامعة ميتشيغان لطب الأسنان في آن آربر، ميشيغان. يقع المتحف في الحرم الجامعي، وهو واحد من متاحف طب الأسنان في العالم.

## التاريخ
تأسّس متحف سينديكوس في عام 1991 بمنحة من الدكتور غوردون ه. سينديكوس، وهو خريج عام 1921 من جامعة ميشيغان لطب الأسنان. وقد تم تعيينه كأول أمين وظيفي يعمل بدوام جزئي في تلك السنة. ومع ذلك، فإن مجموعات المتحف قد تم تشكيلها لعدة عقود قبل إنشاء المتحف، حيث أن أعضاء هيئة التدريس في كلية طب الأسنان، بما في ذلك الدكتور تشارلز كيلسي، والأستاذ آل ريتشاردز، وأمين مكتبة الأسنان سو سيغار، حفظوا وخزنوا المعدات والصور، والوثائق المتعلقة بتاريخ طب الأسنان وتاريخ مدرسة طب الأسنان.
كان المتحف يقع أصلًا في اللوبي الأول والأرضي لمبنى معهد كيلوغ. بدأت خطط توسيع المتحف كجزء من تجديد مبنى كيلوغ في عام 1995. بعد عامين من البناء، أُعيد افتتاح متحف سينديكوس في 8 سبتمبر 2000، مع أتريوم جديد محل مكان ما كان سابقًا عبارة عن فناء يربط بين مباني كيلوغ وكلية طب الأسنان. وشهد التوسع أيضًا إضافة خمس معارض جديدة في المدخل المجاور، وغرفة التدفئة والتهوية وتكييف الهواء، وخزائن التخزين الحديثة وأرفف التخزين النقالة.
ويتألف موظفو المتحف الحاليين من موظفين اثنين يعملان بدوام كامل، أمين للمتحف ومنسق للمعروضات، وعدد من طلاب جامعة ميشيغان غير المتفرغين. كانت جين بيكر أول أمينة للمتحف، تلتها تامي ساتكوسكي-ريفز. أما أمينها الثالث والحاضر فهو شانون أوديل.

## المعروضات
متحف سينديكيوس لطب الأسنان لديه مجموعة من أكثر من 15,000 من البنود المفهرسة، يتم عرض حوالي 15 في المئة منها في وقت واحد. متهتم مجموعة المتحف بتكنولوجيا طب الأسنان وتاريخ مهنة طب الأسنان، ولا سيما في الولايات المتحدة وميشيغان.
وتتراوح القطع الأثرية المعروض في المتحف من القرن الثامن عشر وحتى يومنا هذا، وتشمل معدات طب الأسنان مثل المفاصل، ومعدات تشكيل الأسنان، والأشعة السينية، فضلًا عن مواد النظافة الفموية التاريخية، والتي تشمل معجون الأسنان ومجموعة مسحوق الأسنان على سبيل الإعارة. ومن بين المعروضات مواد عن القديس أبولونيا، اللأب الروحي لطب الأسنان؛ ومجموعة من كتب الأطفال وألعاب الأطفال تحت عنوان؛ ومواد خاصة بطبيب الأسنان لاحظ ويلوبي ميلر، وهو خريج الجامعة. كما تشمل مجموعة المتحف "فرشاة أسنان مع رؤوس أكبر من بوصتين في الطول، وخيط مصنوع من الحرير وكراسي الفحص الكبرى الخاصة بالملك.

## روابط خارجية
- الموقع الرسمي Official website

‌